# Nintendo Switch
Nintendo Switch (vývojové označení Nintendo NX) je japonská herní konzole kombinovaná s handheldem, vyvinutá společností Nintendo a představená veřejnosti 20. října 2016. Do prodeje byla uvedena 3. března 2017.

## Technické parametry
Hardwarově je Switch postaven na procesoru Tegra X1 od společnosti NVIDIA, který je doplněn integrovaným grafickým adaptérem a nově vyvinutým API zvaným NVN od téže společnosti.
| Integrované obvody - Procesor: čtyřjádrový Nvidia Tegra X1, 1GHz - GPU: Nvidia GM20B generace Maxwell, 256 stream procesorů (tj. CUDA jader), až 768 MHz Operační paměť - 4 GB LPDDR4 RAM Porty a ostatní rozšíření: - Výstup HDMI - WiFi 802.11 a/b/g/n/ac integrovaný bezdrátový modul - 2× USB 2.0 a 1× USB 3.0 port |  | Úložiště: - 32 GB úložiště - Rozšiřitelné pomocí SD paměťových karet s podporou SDHC až do 32 GB a externími HDD do kapacity 2 TiB. - Slot na jednu Nintendo Switch herní kartu Video - až 1080p přes HDMI Audio - HDMI – šestikanálové (5.1) lineární PCM |

## Displej a ovladače
Zařízení sestává z 6,2" (160 mm) displeje, páru bezdrátových ovladačů Joy-Con [džɔɪ ˈkɒn] – hráč je může držet v každé ruce, či jeden půjčit spoluhráčovi (ke konzoli jich lze připojit více pro další hráče) – a dokovací stanice, které se dají různě kombinovat. Displej může stát samostatně a být ovládán na dálku skrze spojené Joy-Cony, rozpojený ovladač pak lze připevnit na strany displeje a vytvořit tak handheld, či je možno displej zapojit do dokovací stanice připojené k televizoru a vytvořit tak herní konzoli. Ovladač Pro Controller má klasický design podobnější PlayStation a Xbox.

## Ostatní modely

### Nintendo Switch Lite
Nintendo Switch Lite je revize originalní konzole určený pouze pro hand-held hraní.
10. července 2019 bylo oznámeno vydání konzole v tyrkysové, žluté a šedé barvě, která má k sobě napevno připojený ovladač Joy-Con, obsahuje 14cm (5,5palcový) displej a její baterie vydrží nabita 3-7 hodin. Vyšla 20. září téhož roku. Lze na ní hrát jen hry pro Nintendo Switch, které podporují. Jiné hry vyžadují připojit externí ovladač.
Konzole byla vydána společně s hrou The Legend od Zelda: Link's Awakening.
Podle The Wall Street Journal bylo cílem Nintenda vytvořit herní konzoli o ceně do 200 dolarů pro obyčejné hráče, kterým nezáleží na službách a nepotřebují složitá zařízení. Aby toho docílilo, snažilo se Nintendo smlouvat o nižší ceně a Murata Manufacturing začala vyrábět baterie za poloviční cenu.

### Nintendo Switch OLED
V červenci 2021 byl představen Nintendo Switch OLED model, disponující větším 7″ displejem OLED namísto původního 6,2″ LCD displeje, má také 64 GB úložiště a vylepšený zvuk. Dokovací stanice, dodaná s konzolí, nově obsahuje i LAN port.
Konzole byla vydána 20. září téhož roku s hrou Metroid: Dread

### Nintento Switch 2
V červnu 2025 vešel do prodeje nástupnický model konzole Nintento Switch zvaný Nintendo Switch 2.

## Galerie

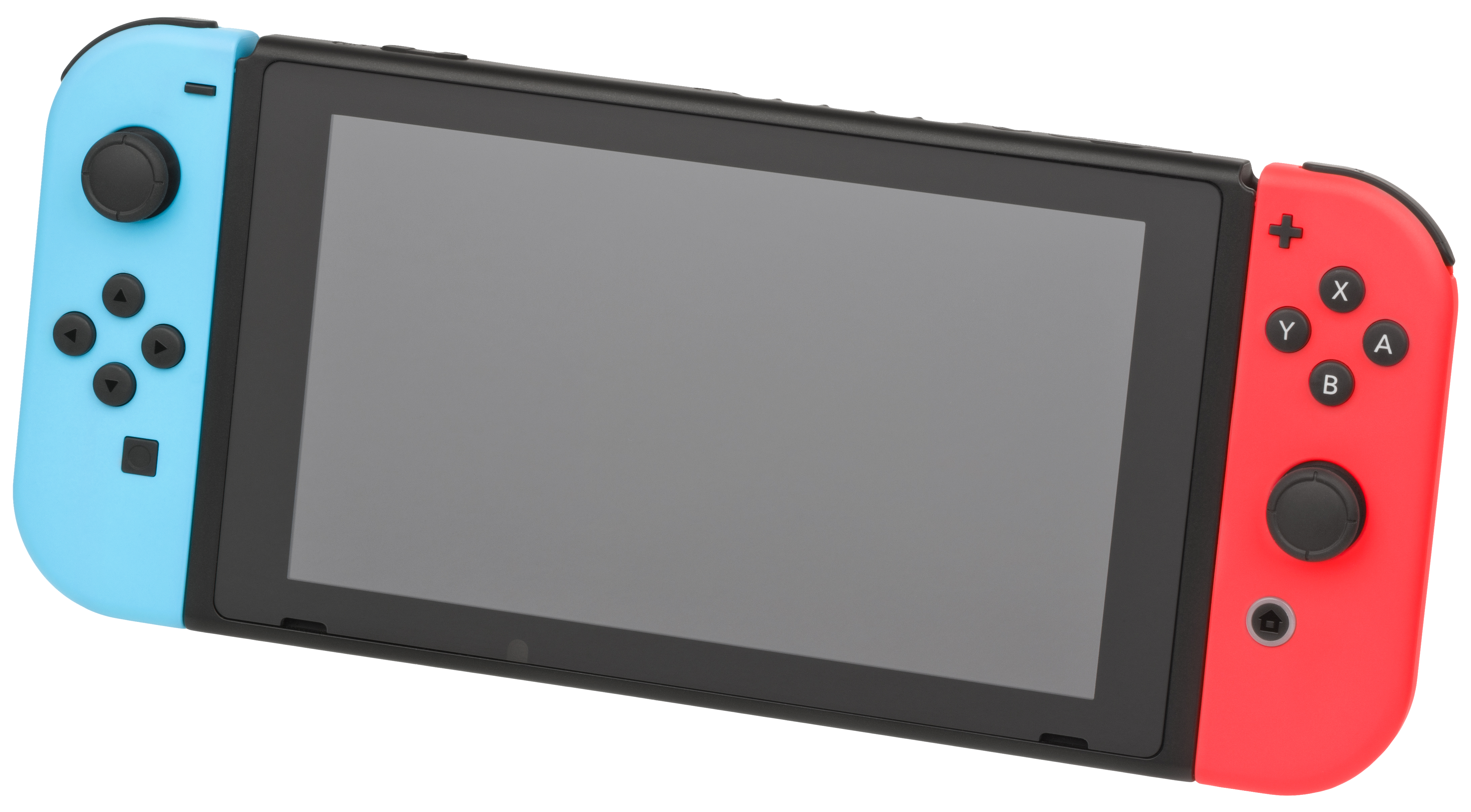
Nintendo Switch v přenosném stavu
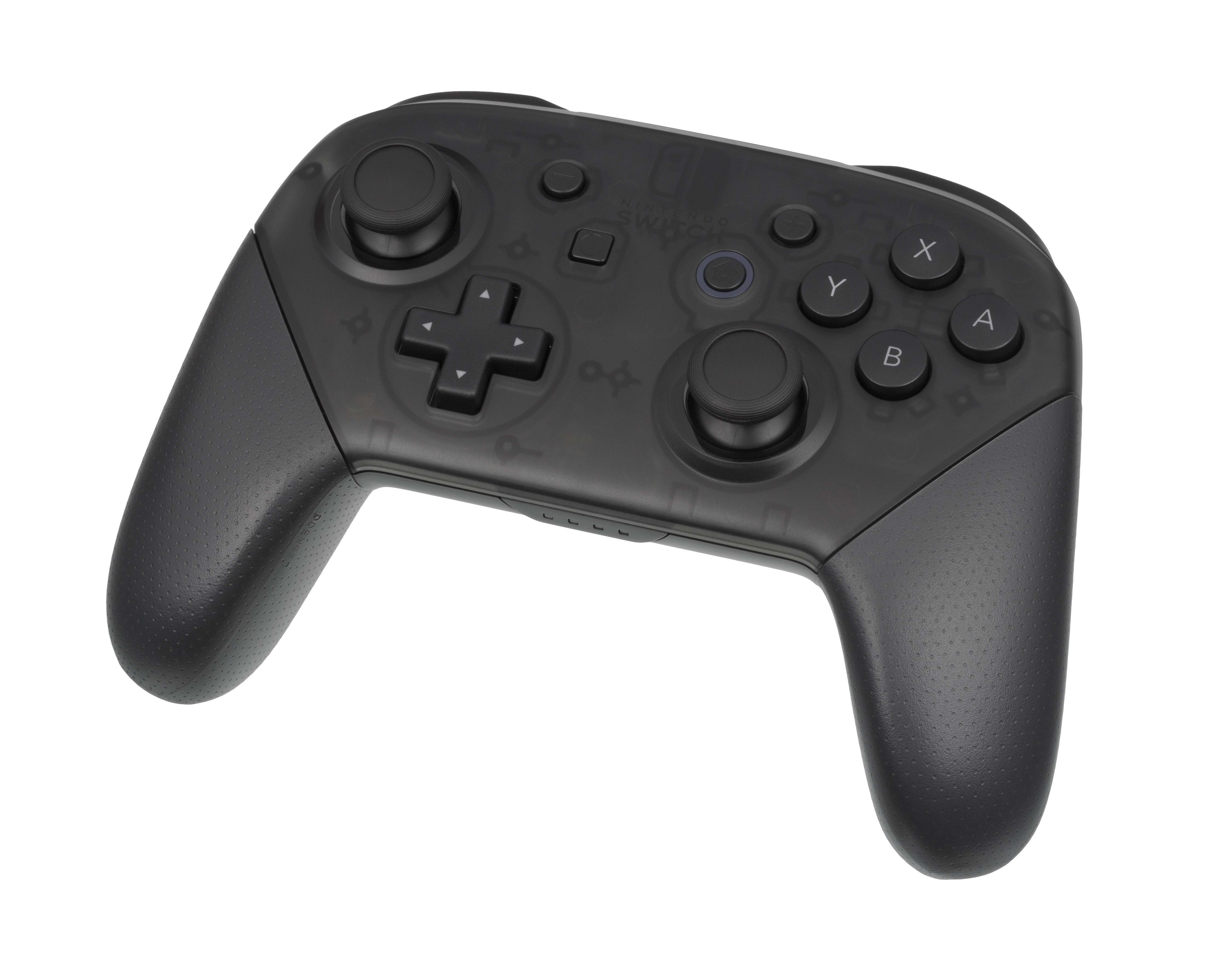
Nintendo Switch Pro Controller
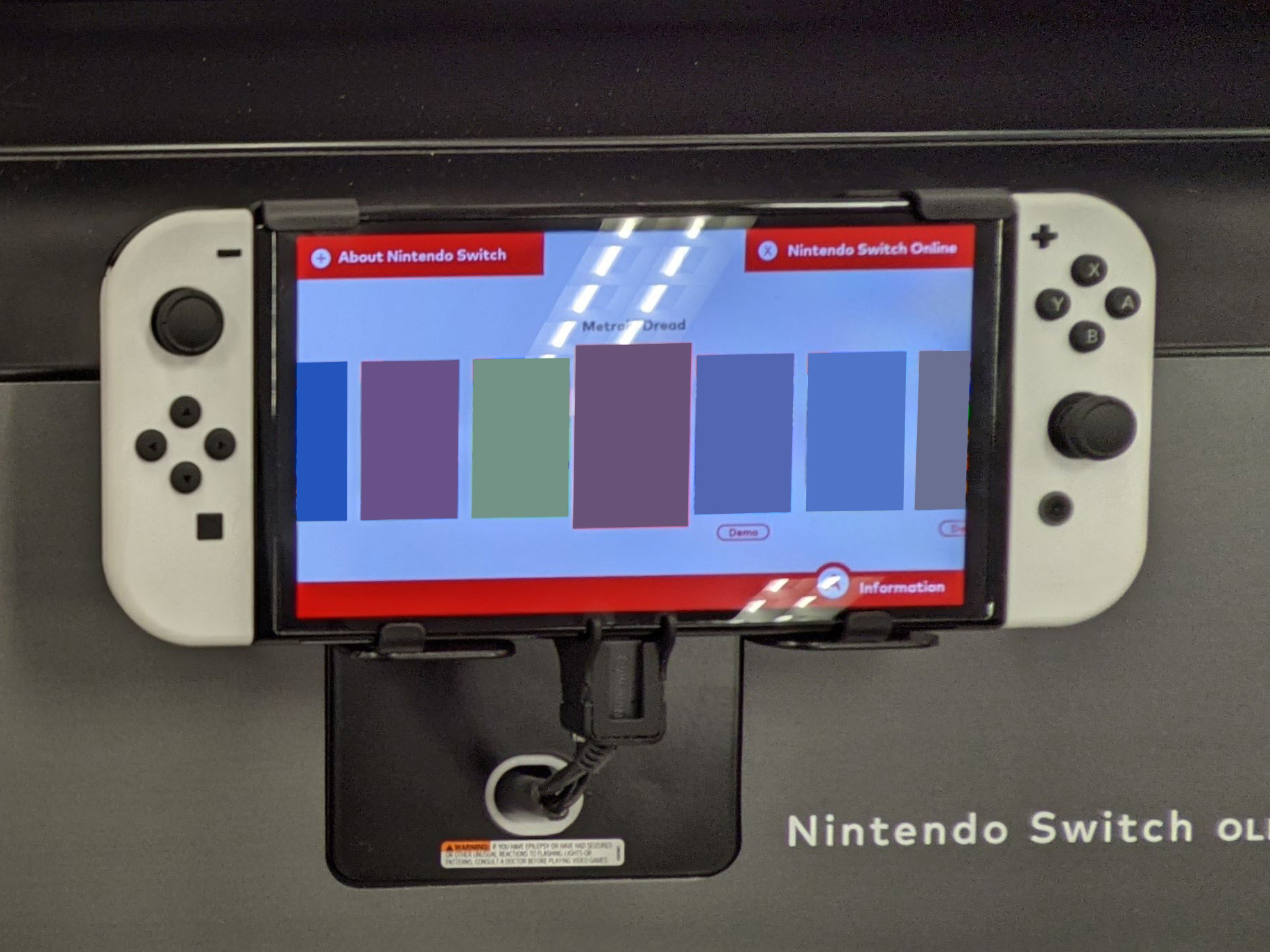
Nintendo Switch OLED
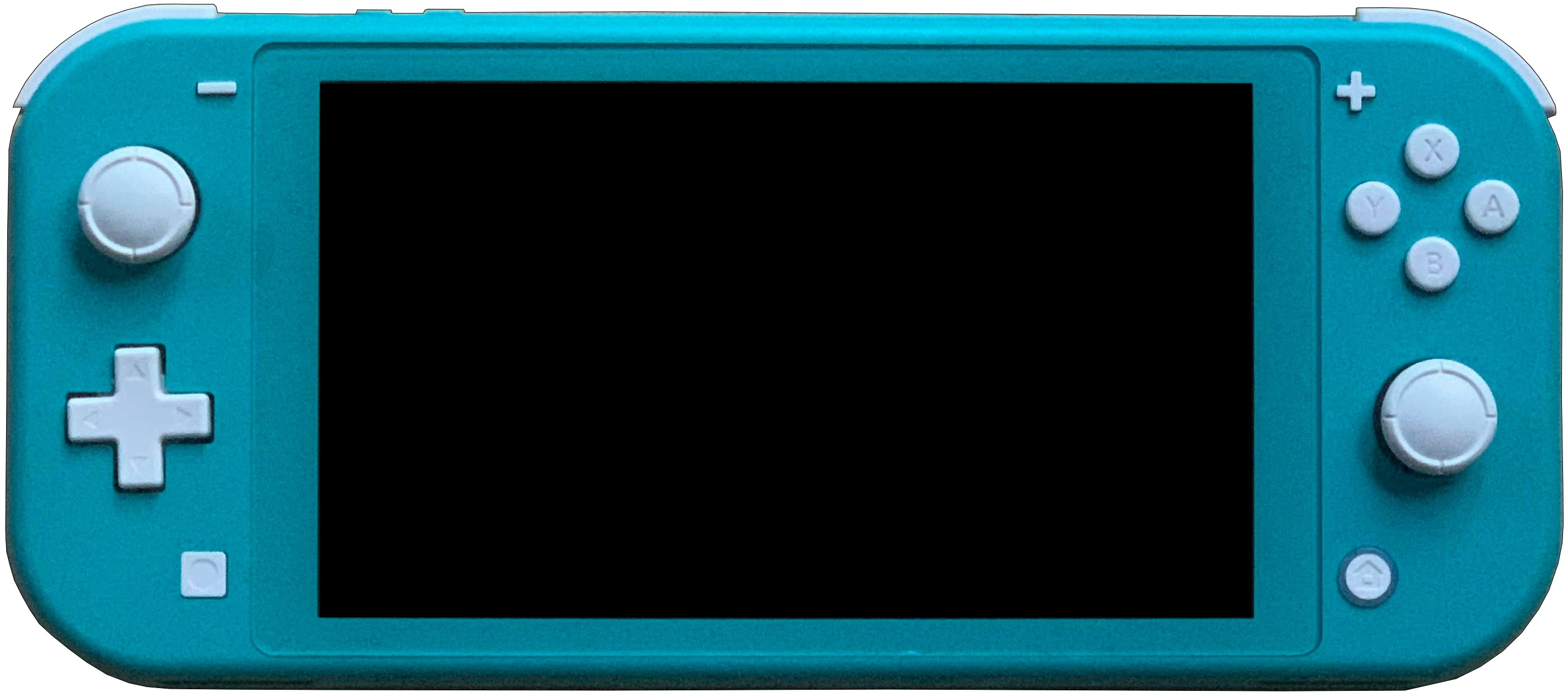
Nintendo Switch Lite